# Help Is on the Way
Help Is on the Way è un singolo del gruppo musicale statunitense Rise Against, il primo estratto dal loro sesto album in studio Endgame, pubblicato il 25 gennaio 2011.
La canzone è presente nella colonna sonora del videogioco del 2013 Watch Dogs.

## Video musicale
Il video musicale del brano è stato messo in anteprima sul sito della band il 22 marzo 2011. Il video si concentra sugli effetti che provoca l'Uragano Katrina su una famiglia. Nel video sono presenti scene reali dell'uragano, in più, per la prima volta, nel video non compaiono mai i componenti della band, proprio per concentrare il video sul tema catastrofico.

## Classifiche
| Classifica (2011)         | Posizione massima |
| ------------------------- | ----------------- |
| Stati Uniti               | 89                |
| Stati Uniti (rock)        | 3                 |
| Stati Uniti (heatseekers) | 9                 |
| Stati Uniti (alternative) | 3                 |

## Formazione
- Tim McIlrath - voce, chitarra
- Zach Blair - chitarra, cori
- Joe Principe - basso, cori
- Brandon Barnes - batteria